# Lacy J. Dalton

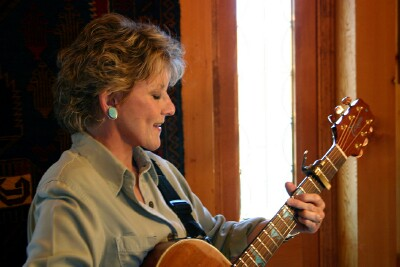
Lacy J. Dalton

Lacy J. Dalton (* 13. Oktober 1946 in Bloomsburg, Pennsylvania als Jill Byrem) ist eine US-amerikanische Country-Sängerin und Songwriterin. Vor allem in den 1980er Jahren war sie mit Liedern wie Takin' It Easy, Crazy Blue Eyes oder 16th Avenue sehr erfolgreich.

## Karriere
Mitte der 1960er Jahre begann sie ein Studium an der Brigham Young University, brach dieses jedoch ab und zog zunächst als Folksängerin durch die USA, bevor sie 1968 die Psychodelic Rockband Office in San Francisco gründete. Ende der 1960er Jahre heiratete sie den Manager der Band, der kurz nach der Hochzeit an einem Unfall starb. In den 1970er Jahren tourte sie durch die USA. 1978 nahm sie unter dem Pseudonym „Jill Croston“ eine erste Single auf. Der Produzent Billy Sherrill wurde auf sie aufmerksam, und 1979 bekam sie einen Plattenvertrag bei Columbia Records.
1979 erschien ihre erste Platte, Crazy Blue Eyes, für die sie im gleichen Jahr von der Academy of Country Music für den Preis „Best New Female Vocalist“ nominiert wurde. Von 1979 bis 1990 erreichten 17 ihrer Titel die Top 20 der Country-Charts. Mitte der 1980er Jahre brach ihre Erfolgsserie ein, die großen Erfolge wollten sich nicht mehr einstellen. Auch Wechsel der Plattenfirmen (1988 unterschrieb sie bei Universal Records, 1990 wechselte sie zu Capitol Records) konnten das Ende ihrer Karriere nicht verhindern. 1990 hatte sie mit Black Coffee (# 15) einen letzten Hit in den Top 40 der Country-Charts.
Im April 1999 gründete sie die Wohltätigkeitsorganisation „Let ’em Run Foundation“, die sich für den Schutz und die Erhaltung wilder Pferde und Esel einsetzt.
Dalton tritt nach wie vor regelmäßig live auf. Ihr bislang letztes Album erschien 2010: Here’s to Hank ist ein Tribut an die Country-Legende Hank Williams. 2017 wurde sie in die North American Country Music Association International Hall of Fame aufgenommen.

## Diskografie

### Alben
| Jahr | Titel                          | Höchstplatzierung, Gesamtwochen, AuszeichnungChartsChartplatzierungen (Jahr, Titel, Platzierungen, Wochen, Auszeichnungen, Anmerkungen) | Anmerkungen |
| Jahr | Titel                          | Country | Anmerkungen |
| ---- | ------------------------------ | --- | ----------- |
| 1980 | Lacy J. Dalton                 | Country11 (36 Wo.)Country |             |
| 1980 | Hard Times                     | Country18 (42 Wo.)Country |             |
| 1981 | Takin’ It Easy                 | Country12 (39 Wo.)Country |             |
| 1982 | 16th Avenue                    | Country23 (32 Wo.)Country |             |
| 1983 | Dream Baby                     | Country20 (19 Wo.)Country |             |
| 1983 | Greatest Hits                  | Country63 (5 Wo.)Country |             |
| 1985 | Can’t Run Away from Your Heart | Country33 (24 Wo.)Country |             |
| 1986 | Highway Diner                  | Country32 (18 Wo.)Country |             |
| 1989 | Survivor                       | Country31 (20 Wo.)Country |             |
| 1990 | Lacy J.                        | Country26 (15 Wo.)Country |             |

Weitere Alben
- 1978: Jill Croston
- 1987: Blue Eyed Blues
- 1991: Crazy Love
- 1992: Chains on the Wind
- 1993: The Best of Lacy J. Dalton
- 1995: Somethin’ Special
- 1998: Pure Country
- 2000: Anthology
- 2001: Country Classics
- 2004: The Last Wild Place

### Singles
| Jahr | Titel Album                                                       | Höchstplatzierung, Gesamtwochen, AuszeichnungChartsChartplatzierungen (Jahr, Titel, Album, Platzierungen, Wochen, Auszeichnungen, Anmerkungen) | Anmerkungen |
| Jahr | Titel Album                                                       | Country | Anmerkungen |
| ---- | ----------------------------------------------------------------- | --- | ----------- |
| 1979 | Crazy Blue Eyes Lacy J. Dalton                                    | Country17 (13 Wo.)Country |             |
| 1980 | Tennessee Waltz Lacy J. Dalton                                    | Country18 (12 Wo.)Country |             |
| 1980 | Losing Kind of Love Lacy J. Dalton                                | Country14 (14 Wo.)Country |             |
| 1980 | Hard Times                                                        | Country7 (14 Wo.)Country |             |
| 1981 | Hillbilly Girl with the Blues Hard Times                          | Country8 (15 Wo.)Country |             |
| 1981 | Whisper Hard Times                                                | Country10 (13 Wo.)Country |             |
| 1981 | Takin’ It Easy                                                    | Country2 (18 Wo.)Country |             |
| 1982 | Everybody Makes Mistakes Takin’ It Easy                           | Country5 (16 Wo.)Country |             |
| 1982 | Slow Down 16th Avenue                                             | Country13 (15 Wo.)Country |             |
| 1982 | 16th Avenue                                                       | Country7 (19 Wo.)Country |             |
| 1983 | Dream Baby (How Long Must I Dream) Dream Baby                     | Country9 (20 Wo.)Country |             |
| 1983 | Windin’ Down Dream Baby                                           | Country54 (8 Wo.)Country |             |
| 1985 | If That Ain’t Love Can’t Run Away from Your Heart                 | Country15 (20 Wo.)Country |             |
| 1985 | You Can’t Run Away from Your Heart Can’t Run Away from Your Heart | Country20 (17 Wo.)Country |             |
| 1985 | The Night Has a Heart of Its Own Can’t Run Away from Your Heart   | Country58 (8 Wo.)Country |             |
| 1986 | Don’t Fall in Love with Me Can’t Run Away from Your Heart         | Country43 (16 Wo.)Country |             |
| 1986 | Working Class Man Highway Diner                                   | Country16 (19 Wo.)Country |             |
| 1987 | This Ol’ Town Highway Diner                                       | Country33 (14 Wo.)Country |             |
| 1989 | The Heart Survivor                                                | Country13 (16 Wo.)Country |             |
| 1989 | I’m a Survivor Survivor                                           | Country57 (6 Wo.)Country |             |
| 1989 | Hard Luck Ace Survivor                                            | Country38 (10 Wo.)Country |             |
| 1990 | Black Coffee Lacy J.                                              | Country15 (25 Wo.)Country |             |
| 1990 | Where Did We Go Right? Lacy J.                                    | Country82 (3 Wo.)Country |             |

Weitere Singles
- 1982: Wild Turkey

### Gastbeiträge
| Jahr | Titel Album                                   | Höchstplatzierung, Gesamtwochen, AuszeichnungChartsChartplatzierungen (Jahr, Titel, Album, Platzierungen, Wochen, Auszeichnungen, Anmerkungen) | Anmerkungen      |
| Jahr | Titel Album                                   | Country | Anmerkungen      |
| ---- | --------------------------------------------- | --- | ---------------- |
| 1983 | It’s a Dirty Job The Columbia Years           | Country30 (14 Wo.)Country | mit Bobby Bare   |
| 1985 | Size Seven Round (Made of Gold) Ladies Choice | Country19 (18 Wo.)Country | mit George Jones |